# Paesaggio (De Grada)
Paesaggio è un dipinto di Raffaele De Grada. Eseguito nel 1953, appartiene alle collezioni d'arte della Fondazione Cariplo.

## Descrizione
Nel dipinto De Grada raffigura le colline nei pressi di San Gimignano in un'atmosfera malinconica, resa attraverso l'utilizzo di colori freddi e tendenti al grigio, in luogo dei marroni caldi che caratterizzavano gli assolati paesaggi toscani realizzati in una fase più giovanile, e dall'assenza della figura umana.